# Pierre de Lauzon
Ne doit pas être confondu avec Pierre de Lauzun.
Pierre de Lauzun, ou Gannenrontié chez les Iroquois, né le 13 septembre 1687 à Leignes-sur-Fontaine (actuellement dans la Vienne) et mort le 5 septembre 1742 à Québec (Québec), est un prêtre jésuite français, missionnaire en Nouvelle-France et supérieur de toutes les missions jésuites au Canada de 1732 à 1739.

## Biographie

### Formation
Fils de l'avocat Pierre de Lauzon et de Marguerite Riot, il effectue ses études classiques au collège des jésuites de Poitiers et entre au noviciat des Jésuites à Bordeaux le 26 novembre 1703. Il étudie la logique et la physique à Limoges de 1705 à 1707 puis devient professeur entre 1707 et 1710. Après une troisième année d'études de philosophie à Limoges, il enseigne la rhétorique jusqu'en 1712 et étudie la théologie à Bordeaux. En 1716, il est ordonné prêtre.

### Mission au Canada
Après son ordination, il est envoyé au Canada afin de devenir l'assistant du père Pierre-Daniel Richer pendant la mission à Lorette, de 1716 à 1718. Il y étudie les langues huronne et iroquoiennes. Il fait son devoir de missionnaire au Sault Saint-Louis de 1718 à 1731 et y fait sa profession solennelle le 2 février 1721.
Durant l'année scolaire 1721-1722, il remplace le père François Le Brun comme instructeur à l'école royale de l'hydrographie à Québec ; les Iroquois de Caughnawaga réclame alors son retour, et le 12 mai 1722, ils font une requête officielle auprès du gouverneur Philippe de Rigaud de Vaudreuil et de l'intendant Michel Bégon. De plus, les Iroquois estiment que le rétablissement d'une garnison française dans leur village est une insulte à leur loyauté et un danger pour leurs femmes et leurs filles.
Rigaud craint ainsi que les Indiens abandonnent leur alliance avec les Français et s'allient aux Anglais ; en effet, Lauzon avait auparavant empêché de nombreux Indiens de s'éloigner et de se rapprocher de l'Anglais. En 1722, le P. Lauzon est donc renvoyé à Sault Saint-Louis.

### Supérieur des missions jésuites
En 1723, il est nommé supérieur de la mission de Caughnawaga, remplaçant alors Julien Garnier. La possibilité d'apparaître dans le gouvernement au cours des neuf années suivantes détermine le général Franz Retz de le placer en 1732 sur l'ensemble de la mission du Canada. Ce qui, selon la coutume établie au Canada, l'entraîne à la fonction de recteur de l'Université de Québec. En septembre, il prend ses nouveaux bureaux, succédant à l'abbé Jean - Baptiste Duparc.
En 1733, il traverse la France en quête de nouvelles recrues et ramène, notamment, avec lui les pères Jean-Pierre Aulneau et Luc-François Nau. Le 29 mai, il embarque de nouveau pour le Québec, aux côtés de Mgr Pierre-Herman Dosquet et de leurs nouvelles recrues, à bord du Rubis, un navire de guerre, et arrive à Québec le 16 août, après un pénible voyage de quatre-vingts jours marqué de grands vents, de maladies pestilentielles et du décès d'une vingtaine de personnes.
Le P. Lauzon, en plus du ministère auprès des malades dont jouissent également les autres prêtres à bord, est nommé maître d'équipage.

### Retour à Caughnawaga
En 1739, Jean-Baptiste de Saint-Pé lui succède en tant que supérieur des missions jésuites. En septembre, Pierre de Lauzon reprend sa charge de missionnaire auprès des Iroquois de Caughnawaga. Là, il défend les Indiens contre les accusations de déloyauté envers la France et de marchandage illicite avec les Anglais.
Rappelé à Québec, le père Lauzon fait part, dans un rapport de 1741 à Pierre-François de Rigaud, marquis de Vaudreuil et gouverneur de Trois-Rivières, des services rendus à la France par les Iroquois de Caughnawaga. Il rejette également les accusations faisant part d'un engagement commercial présumé des missionnaires jésuites avec les Anglais. Le mémoire du père de Lauzon ne rejoint pas assez tôt le ministre et, le 12 avril 1742, ce dernier ordonne la fermeture du magasin des demoiselles Desauniers, et prie le père de Lauzon de prendre de nouvelles mesures pour empêcher les Indiens de se rendre chez les Anglais.
Le père Pierre de Lauzon se montre très sensible aux soupçon qui le frappe dans son honneur de missionnaire et de Français ; il est brisé par la maladie et affecté par les accusations des marchands. Sa peine hâte sa mort, qui survient le 5 septembre 1742, après quelques jours de maladie.